# 古市宗理
古市 宗理（ふるいち そうり、生年不詳 - 嘉永3年5月12日（1850年6月21日））は、江戸時代後期の茶人、豊前小倉藩の茶頭。小笠原家茶道古流、古市流（通称古流）中興の祖・11代家元。諱は勝芳、童名は又市。自得斎と号す。父は古市一決斎。母は村上八郎為倫の娘。
文化13年（1816年）3月、江戸において官休庵休翁宗守一啜斎より自得の斎号を授かる。
法名は自得斎凞純日勝居士。小倉城下立法寺に葬られる。